# Кирос, Педро Фернандес
Пе́дро Ферна́ндес де Киро́с (исп. Pedro Fernández de Quirós), Пе́дру Ферна́ндеш де Кейро́ш (порт. Pedro Fernandes de Queirós; 1565, Эвора — 1614, Панама) — португальский мореплаватель, находившийся на службе у испанского короля.

## Биография
Родился в 1565 году в Эворе. 
В феврале 1596 года привёл обратно на Филиппины эскадру Альваро де Менданья, потерявшую своего начальника. В  1606 году открыл острова Дружбы (Тонга), затем архипелаг Королевы Шарлотты, или Санта-Крус, направился к югу и достиг Новых Гебрид (островов святого Духа), которые он назвал Australia del Espíritu Santo, то есть «Южная земля Святого Духа», провозгласив их собственностью короны Испании. Убеждённый в важности Новых Гебрид для Испании, Кирос отправился в Мадрид, чтобы ходатайствовать о посылке туда колонистов, но нашёл полное отсутствие интереса к смелым предприятиям. 
Следующие семь лет он провёл в нищете, написав множество мемуаров, рассказывающих о его путешествии. Когда Кирос попросил у короля Филиппа III денег на новое путешествие, его отправили в Перу с рекомендательными письмами, но король не собирался финансировать обратную экспедицию. 
Умер в 1614 году в Панаме. 
Его отчёт на французском языке: Copie de la requête présentée au roi d’Espagne par le capitaine P. de Quiros sur la cinquième partie du Monde, appelée terre Australe incogneue (Париж, 1617).